# Gerli Padar
Gerli Padar (ur. 6 listopada 1979 w Haljali) – estońska piosenkarka grająca muzykę pop, reprezentantka Estonii podczas 52. Konkursu Piosenki Eurowizji w 2007 roku.

## Dzieciństwo i początki kariery
Gerli Padar urodziła się w rodzinie muzyków, od dziecka interesowała się muzyką i tańcem. Jej pierwszym poważnym występem scenicznym był udział w konkursie Laulukarusellil w 1994 roku. Rok później wzięła udział w programie rozrywkowym telewizji Eesti Televisioon (ETV) Kaks takti ette. W 1997 roku ponownie wystartowała w formacie i wygrała finał konkursu. Po udziale w programie rozpoczęła studia muzyczne w Gävle w Szwecji, uczyła się także gry na fortepianie i saksofonie.

## Kariera muzyczna

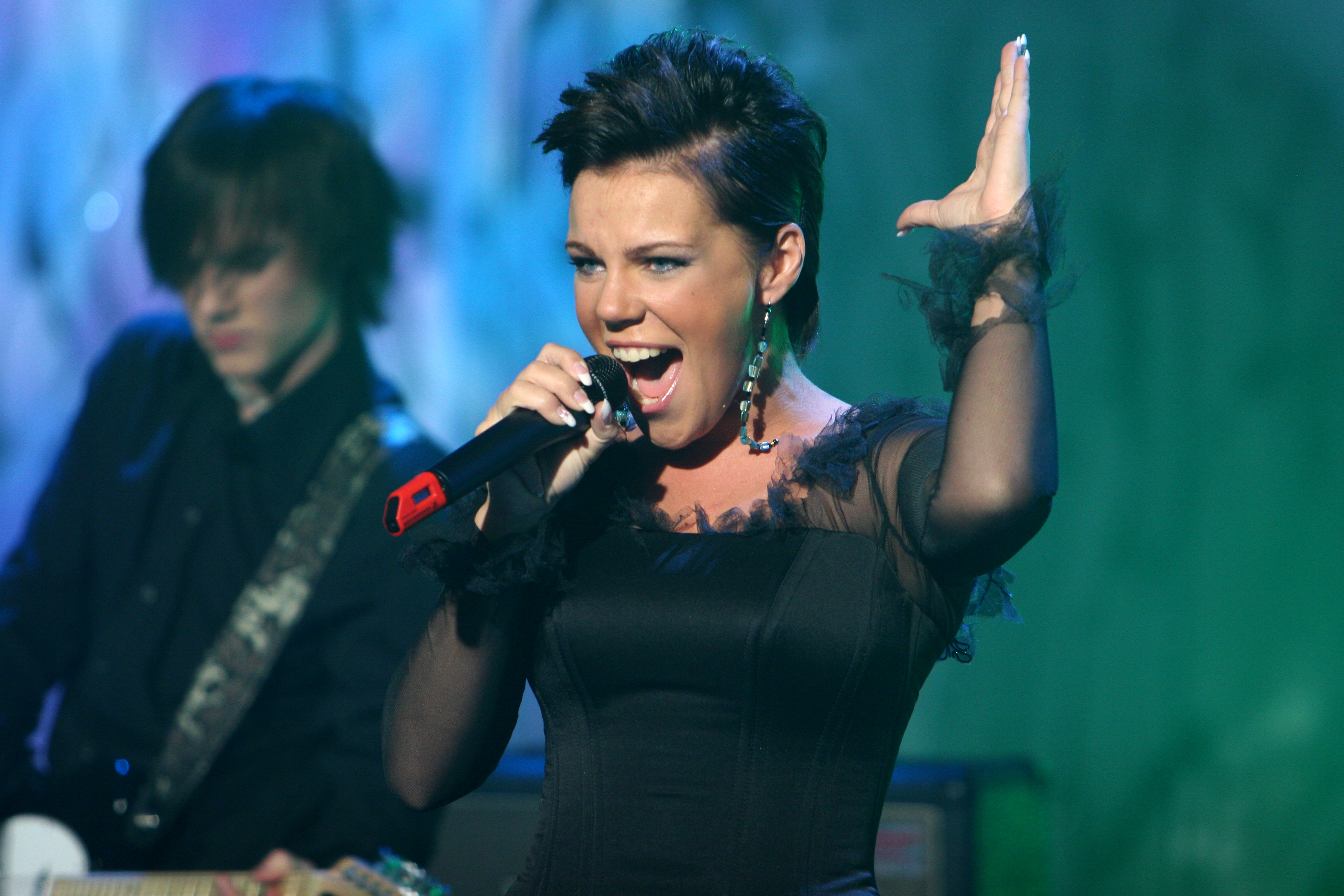
Gerli Padar podczas występu w Eurolaul w 2007 roku

W 1999 roku Padar zgłosiła się do udziału w estońskich selekcjach do 44. Konkursie Piosenki Eurowizji z utworem „Aeg kord täidab soovid”, z którym zajęła ostatnie, dziesiąte miejsce. Trzy lata później ponownie spróbowała swoich sił w eliminacjach, tym razem prezentując piosenkę „Need a Little Nothing” i zajmując z nią trzecie miejsce z wynikiem 60 punktów.
W 2006 roku wzięła udział w pierwszej edycji programu Tantsud tähtedega, estońskiej wersji formatu Dancing with the Stars. Taniec z gwiazdami, w której zajęła ostatecznie drugie miejsce w parze z Martinem Parmasem. Dwa lata później została prowadzącą program.

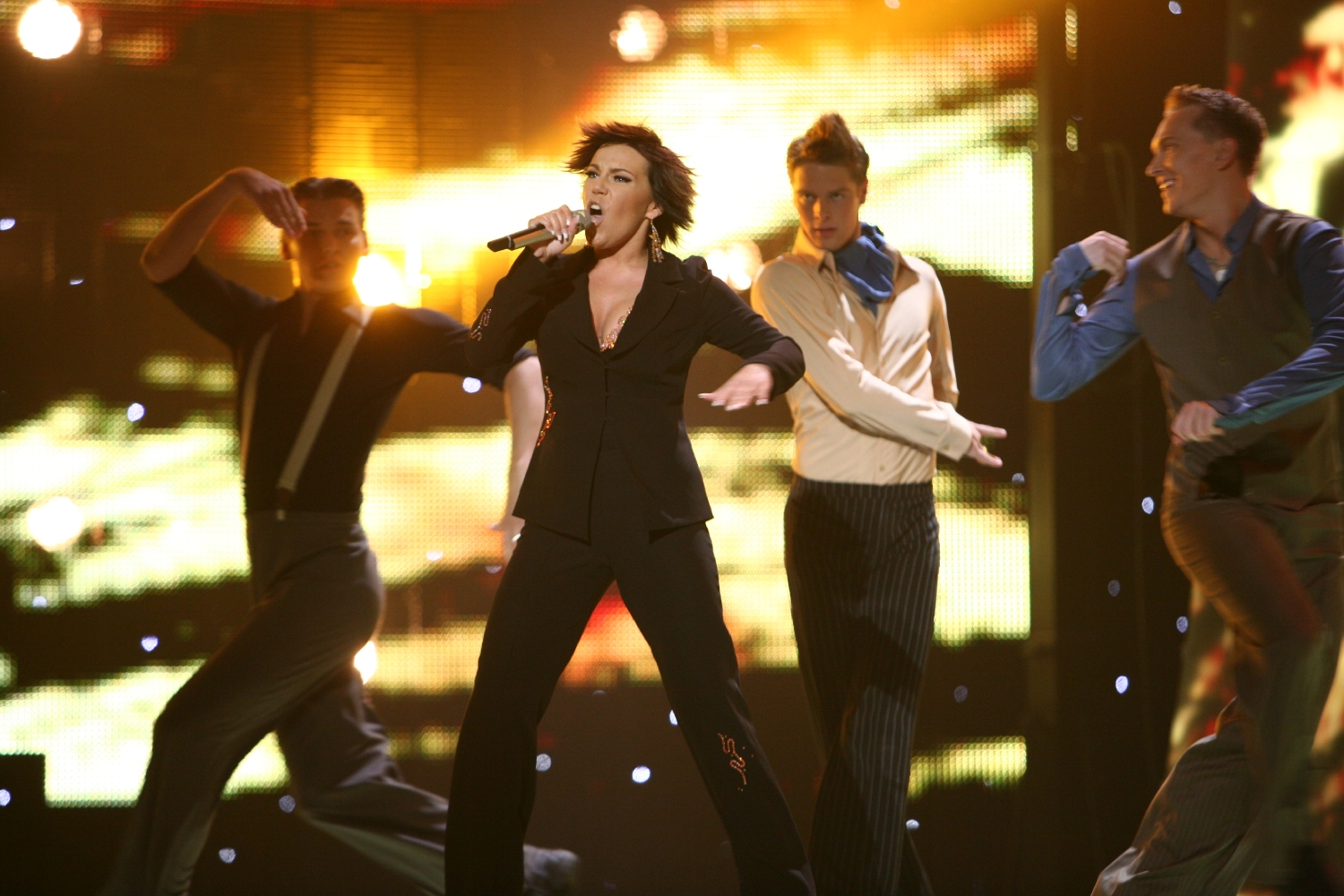
Gerli Padar podczas 52. Konkursu Piosenki Eurowizji w 2007 roku

W 2007 roku piosenkarka wydała z zespołem Glive swój pierwszy album studyjny zatytułowany Gerli Padar & Glive. W tym samym roku po raz trzeci znalazła się także w stawce finałowej krajowych eliminacji eurowizyjnych, do których zgłosiła się z utworem „Partners in Crime”. Piosenka zakwalifikowała się do drugiego etapu selekcji, które odbyły się 3 lutego w ETV Stuudio i ostatecznie zajęła pierwsze miejsce po zdobyciu łącznie 55 416 głosów od telewidzów, dzięki czemu została reprezentantką Estonii w 52. Konkursie Piosenki Eurowizji. 10 maja wystąpiła w rundzie półfinałowej imprezy i zajęła 22. miejsce po zdobyciu 33 punkty, przez co nie zakwalifikowała się do finału, osiągając tym samym najgorszy w historii wynik dla kraju.
Od 2011 do 2013 roku, razem z Jürim Aarmagą, prowadziła program Lauluga maale. W 2012 roku została założycielką i wokalistką zespołu Gerli Padar & The Moon, grającego muzykę akustyczną.

## Życie prywatne
Gerli Tadar jest starszą siostrą Tanela Padara, wokalisty estońskiego zespołu The Sun oraz zwycięzcy 46. Konkursu Piosenki Eurowizji.

## Dyskografia

### Albumy studyjne
- Gerli Padar & Glive (2007)